# Снежана Маринковић
Снежана Маринковић (Београд, 1950) српски је археолог, стручњак за праисторију средњег Баната. Музејски је саветник и археолог у Народном музеју у Зрењанину.

## Биографија
Завршила је гимназију у Зрењанину. Дипломирала је на арехеологији средњег века код проф. др Јована Ковачевића на Филозофском факултету у Београду. Звање вишег кустоса стекла је 1993. године, а звање музејског саветника 2001. године. Члан је Српског археолошког друштва.
Радила је у Народном музеју Зрењанин од 1986, а од 2000. године водила целокупну археолошку збирку - праисторију, антику и средњи век. Сарађује са истраживачким центром Петница од 1995. године.
Посебно је истраживала локалитете „Уљара“, Зрењанин 1987; Батка код Перлеза 1989; „Мали Акач“ код Новог Милошева, 1999; 
Подумка код Орловата 2005, 2008, 2009, као и "Атар Ц", Сечањ, од 2010. до данас.
На плану међународне сарадње и научних скупова сарађује са више установа у земљи и иностранству.

#### Каталози ауторских изложби Народног музеја Зрењанин
- Матејски брод - Неолитско насеље потиске културе (из збирке Народног музеја Зрењанин), Народни музеј Зрењанин 1989. год, Бор, Музеј рударства и металургије, Нови Бечеј, раднички дом „Јован Веселинов – Жарко“, Народни музеј у Вршцу, Београд, библиотека града Београда – Римска сала, каталог
- Накит из збрке Народног музеја Зрењанин, Народни музеј Зрењанин, 1993. год, каталог
- Старчевачка култура на тлу средњег Баната, Зрењанин 1996. год, каталог
- Винчанска култура на тлу средњег Баната, Зрењанин 2002. год, каталог
- Матејски Брод – Вишеслојно археолошко налазиште, Народни музеј Зрењанин 2006 год., изложба презентована у Музеју Војводине у Новом Саду 2007, Градски музеј Вршац 2007 год, каталог
- Стална поставка археологије Народног музеја Зрењанин – неолит, енеолит, бронзано доба, римско – провинцијска култура, сарматска култура, сеоба народа и средњи век, 2008.
- Сарматска култура на тлу Средњег Баната, 2009, каталог
- Стална археолошка поставка праисторија и средњи век - Образовни културни центар, Сечањ, 2011.
- Црна бара - Пркос, 2013, каталог

#### Чланци и студије
- „Бронзана остава из Сечња III“, Рад војвођанских музеја, број 33, Нови Сад, 1991. pp. 17–23.
- Археолошка налазишта на подручју Средњег Баната, Српско археолошко друштво, Александровац, Београд, 1993.
- „Бронзани накит на прелазу из бронзаног у гвоздено доба на подручју Средњег Баната“ (посебно издање), Културе гвозденог доба југословенског Подунавља, симпозијум, Сомбор, Балканолошки институт САНУ, Београд, 1994. pp. 31–38.
- „Бронзана остава из Сечња II“, Археолошка грађа Србије, Праисторијске оставе у Србији и Војводини II, Балканолошки институт САНУ, Београд, 1994. pp. 42–47.
- Археолошка карта Војводине, попис свих локалитета од праисторије до средњег века уз основне податке, Војвођанска академија наука и уметности, Нови Сад, 1994.
- „Заштитна археолошка ископавања на локалитету ’Мали алас’ код Ченте 1971.“, Гласник музеја Баната, Панчево, 1995, стр 13-33.
- „Керамика раног бронзаног доба из музеја у Зрењанину“, Гласник музеја Баната, Панчево, 1996, стр 21-27.
- „Старчевачка култура на тлу средњег Баната“, Међународни округли сто на тему „Актуални проблеми прелазног периода из старчевачке у винчанску културу“, 1996. Организатор Међународног скупа (Румунија, Италија, Немачка, Грчка, Бугарска, Мађарска, Македонија, Велика Британија) Радови учесника публиковани у Current problems of the transition period from Starčevo to Vinča culture, Зрењанин, 2006.
- „Накит од спондилус шкољке у Народном музеју у Зрењанину“, Гласник музеја Баната, Панчево 1998, стр 15-17.
- „Локалитет старчевачке културе на тлу Средњег Баната“, Рад Војвођанских музеја, Нови Сад, 2005.
- „Заштитна археолошка ископавања на локалитету Подумка код Орловата 2007 год.“, Рад музеја Војводине, 49.
- „Банат у праисторији, антици и током сеобе народа“, Банат кроз векове, Вукова Задужбина, 2010.
- „Бронзани налази са локалитета Мали Акач код Новог Милошева“, РМВ, 50, 2008.
- „Бронзани налази са локалитета Кудељара код Клека“, РМВ, 51, 2009.
- „Археолошки материјал са налазишта Живанићева доља из збирке Народног музеја у Зрењанину – Винчанска култура“, РМВ, 52, Нови Сад, 2010.
- „Археолошка ископавања налазишта Крушка - Циглана код Томашевца“, РМВ, 54, Нови Сад, 2012.
- „Потиска култура локалитета Матејски Брод“, Спона, Друштво музеолошких радника Војводине, Нови Сад, 1988. pp. 157.
- „Сарматски накит у Народном музеју Зрењанин“, Улазница, часопис за културу, уметност и друштвена питања, број 117, Зрењанин, 1989. pp. 90–93.
- „Матејски Брод – неолитско насеље“, Зрењанин, 1989. Експрес Политика, 1991.
- „Украси кроз векове“, Зрењанин, 1993.
- „Накит са подручја Средњег Баната“, Дневник, 1993.
- „Старчевачка култура на подручју Средњег Баната“, Зрењанин, 1996.
- 7. Матејски Брод – Вишеслојно археолошко налазиште 2006 год., Данас, Београд